# Lomas del Pedregal (Morelos)
Lomas del Pedregal es una localidad del estado mexicano de Morelos. Es parte del municipio de Tepoztlán.

## Demografía
| Censo | Población |
| ----- | --------- |
| 2010  | 957       |
| 2020  | 1897      |